# Bahlui
Bahlui – rzeka w Rumunii o długości 119 km. Swój początek bierze w okolicach miejscowości Tudora w okręgu Botoszany, a kończy bieg na zachód od Chiperești w okręgu Jassy, wpływając do rzeki Jijia jako jej prawy dopływ. Przepływa m.in. przez Hârlău i Jassy.